# Magyar mássalhangzók

## Csoportosításuk

### A képzés módja szerint
- zárhangok: p, t, k, b, d, g, gy, ty
- réshangok: f, v, sz, z, s, zs, h, j
- zár-rés hangok: cs, dzs, c, dz
- folyékony hangok: l, r
- orrhangok: m, n, ny.

### A képzés helye szerint
- labiális: f, v, p, b, m
- dentális: t, d, sz
- alveoláris: n, l
- posztalveoláris: s, zs
- palatális: j, ly, ny, ty, gy, cs, dzs
- veláris: k, g
- glottális: h